# Красноармейск (Московская область)
Красноарме́йск — город (с 1947) в Московской области России. Входит в городской округ Пушкинский. Население — 26 606 чел. (2024).

## География
Город находится на северо-востоке Московской области. Расположен на реке Воре (левый приток Клязьмы), в 37 км к северо-востоку от МКАД.

## История
История современного Красноармейска уходит корнями в XVI век, когда на его территории располагалось село Муромцево, входившее в состав Путиловской волости Дмитровского (в 1919—1929 — Сергиевского) уезда. В 1834 году в этом селе было основано предприятие мануфактурного типа — Вознесенская бумаго-прядильная фабрика, получившая после Октябрьской революции новое название: «Текстильная фабрика имени Красной Армии и Флота».

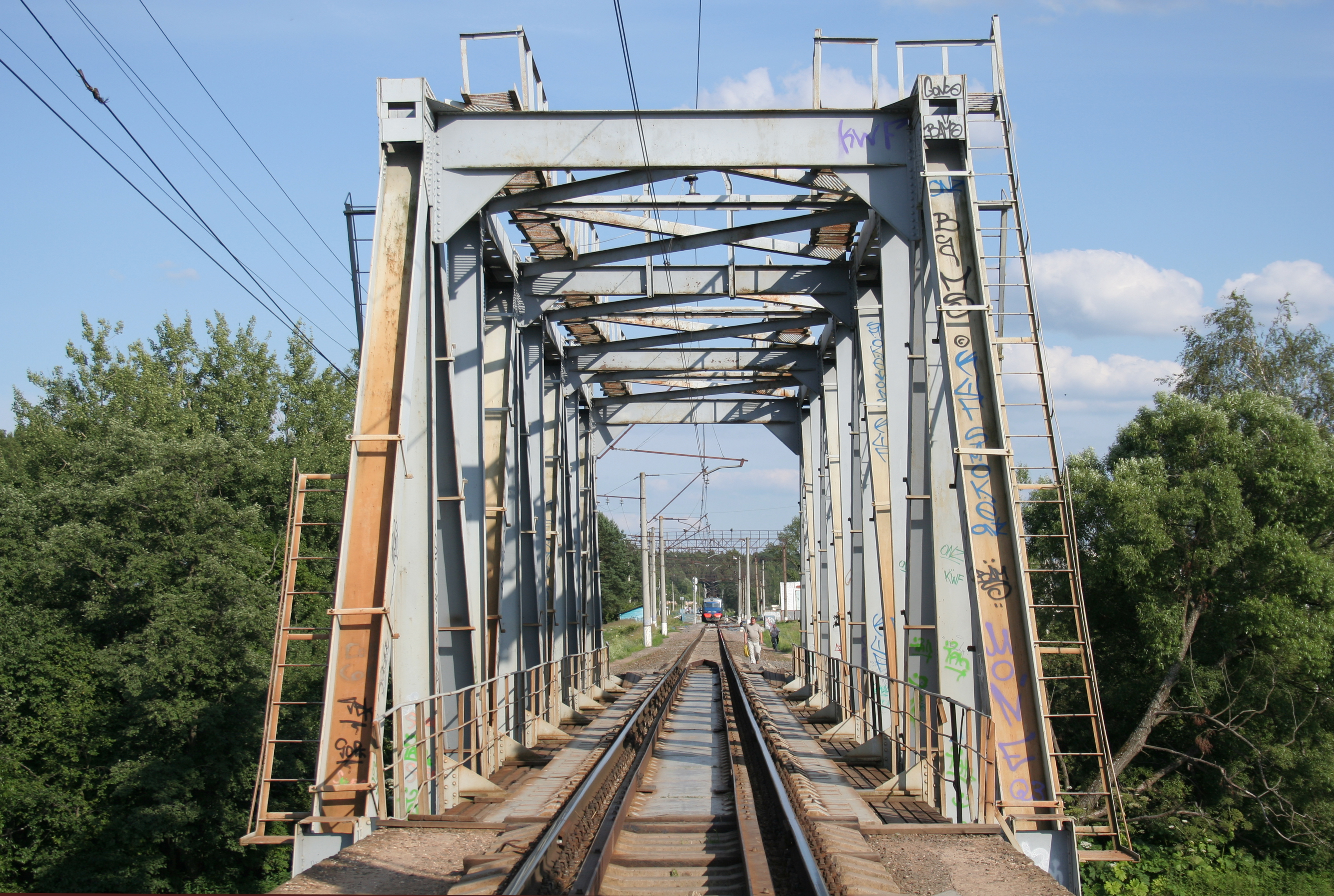
Железнодорожный мост через реку Воря в Красноармейске (построен в 1956 году, отремонтирован в 2011 году)

В 1928 году был образован рабочий посёлок Краснофлотский (с 1929 года — Красноармейский), который с 12 июля 1929 года вошёл в состав новообразованного Пушкинского района Московской области.
В 1934 году, в лесном массиве севернее посёлка ткацкой фабрики, начал работу Софринский артиллерийский полигон (позднее НИИ «Геодезия»); выросший при полигоне посёлок стал основой северной части будущего города. На территории полигона проводились испытания разнообразных видов артиллерийского и ракетного вооружения, боеприпасов, военной и космической техники. Именно на этом полигоне, за 5 дней до начала Великой Отечественной войны, были проведены показательные стрельбы первой советской боевой машины реактивной артиллерии «БМ-13», получившей вскоре название «Катюша». После окончания войны на территории полигона были основаны новые предприятия оборонного значения.
После войны на территории полигона были основаны новые предприятия оборонного значения: Красноармейский научно-исследовательский институт механизации (ФГУП «КНИИМ»), Красноармейское научно-производственное подразделение федерального государственного унитарного предприятия «Государственное научно-производственное предприятие „Базальт“» (КНПП ФГУП «ГНПП „Базальт“»). Кроме того, в посёлке открылось отделение Московского института теплотехники, работавшего для ракетостроения.
12 марта 1947 года посёлки ткацкой фабрики и полигона были объединены в город районного подчинения Красноармейск в составе Пушкинского района. В 1956—1958 гг. сооружена железнодорожная ветка Софрино — Красноармейск.
7 сентября 1992 года Указом Президиума Верховного совета РФ № 3470-1 Красноармейск был отнесён к категории городов областного подчинения.
Законом Московской области от 25 февраля 2005 года город Красноармейск был наделён статусом городского округа. Площадь городского округа составляла 156,43 км², граничил с Пушкинским городским округом (на юге, юго-западе), Сергиево-Посадским городским округом (на северо-западе), с городским округом Щёлково (на востоке, юго-востоке); Александровским районом Владимирской области (на северо-востоке).
Законом Московской области от 3 декабря 2020 года Красноармейск и Ивантеевка были объединены с Пушкинским городским округом. В конце 2020 года Красноармейск был переподчинён городу областного подчинения Пушкино, что дополнительно было подтверждено в январе 2021 года.

## Власть
4 марта 2012 года состоялись выборы Главы города, на которых победу одержал представитель «Единой России», Александр Иванович Овчинников, получивший 6159 голосов избирателей (51,03 %). Его главный конкурент, Александр Леонидович Пенкин (КПРФ), получил 4350 голосов (36,04 %).
23 марта 2017 года А. И. Овчинников подал заявление о сложении полномочий главы города в территориальную избирательную комиссию Красноармейска. Исполняющим обязанности главы Красноармейска назначен Максим Владимирович Копылов. В апреле 2018 Копылов сложил с себя полномочия. И. о. главы Красноармейска был назначен Кирилл Александрович Тимашков, который в августе 2018 был избран городским советом депутатов на должность главы. В июне 2020 К. А. Тимашков сложил с себя полномочия. Врио был назначен Александр Борисович Фёдоров. В августе А. Б. Фёдоров был избран городским советом депутатов на должность главы.

## Образование ДПНИ
В июле 2002 года в Красноармейске, после того как в городском баре армянин ранил ножом русского, произошли погромы армян (пострадали более двух десятков человек, причем восемь из них, включая одну женщину, были госпитализированы с тяжёлыми травмами). 12 июля в городе прошёл несанкционированный митинг с требованием отпустить русских, задержанных в результате столкновений, и депортировать всех приезжих. На митинге было объявлено об образовании Движения против нелегальной иммиграции.

## Население
| 1931    | 1939    | 1959    | 1967    | 1970    |
| ------- | ------- | ------- | ------- | ------- |
| 5300    | ↗8923   | ↗18 213 | ↗21 000 | ↗22 351 |
| 1979    | 1989    | 1992    | 1996    | 1998    |
| ↗25 951 | ↗27 460 | ↗27 600 | ↘26 800 | ↘26 700 |
| 2000    | 2001    | 2002    | 2003    | 2005    |
| ↘26 300 | ↘26 100 | ↘26 051 | ↗26 100 | ↘25 900 |
| 2006    | 2007    | 2008    | 2009    | 2010    |
| ↘25 800 | →25 800 | ↗26 100 | ↗26 203 | ↗26 294 |
| 2011    | 2012    | 2013    | 2014    | 2015    |
| ↗26 300 | ↗26 590 | ↗26 666 | ↘26 641 | ↘26 594 |
| 2016    | 2017    | 2018    | 2019    | 2020    |
| ↗26 660 | ↘26 608 | ↘26 519 | ↘26 463 | ↘26 300 |
| 2021    | 2023    | 2024    |         |         |
| ↗26 492 | ↗26 583 | ↗26 606 |         |         |

На 1 января 2025 года по численности населения город находился на 537-м месте из 1124 городов Российской Федерации.

## Экономика

### Промышленность

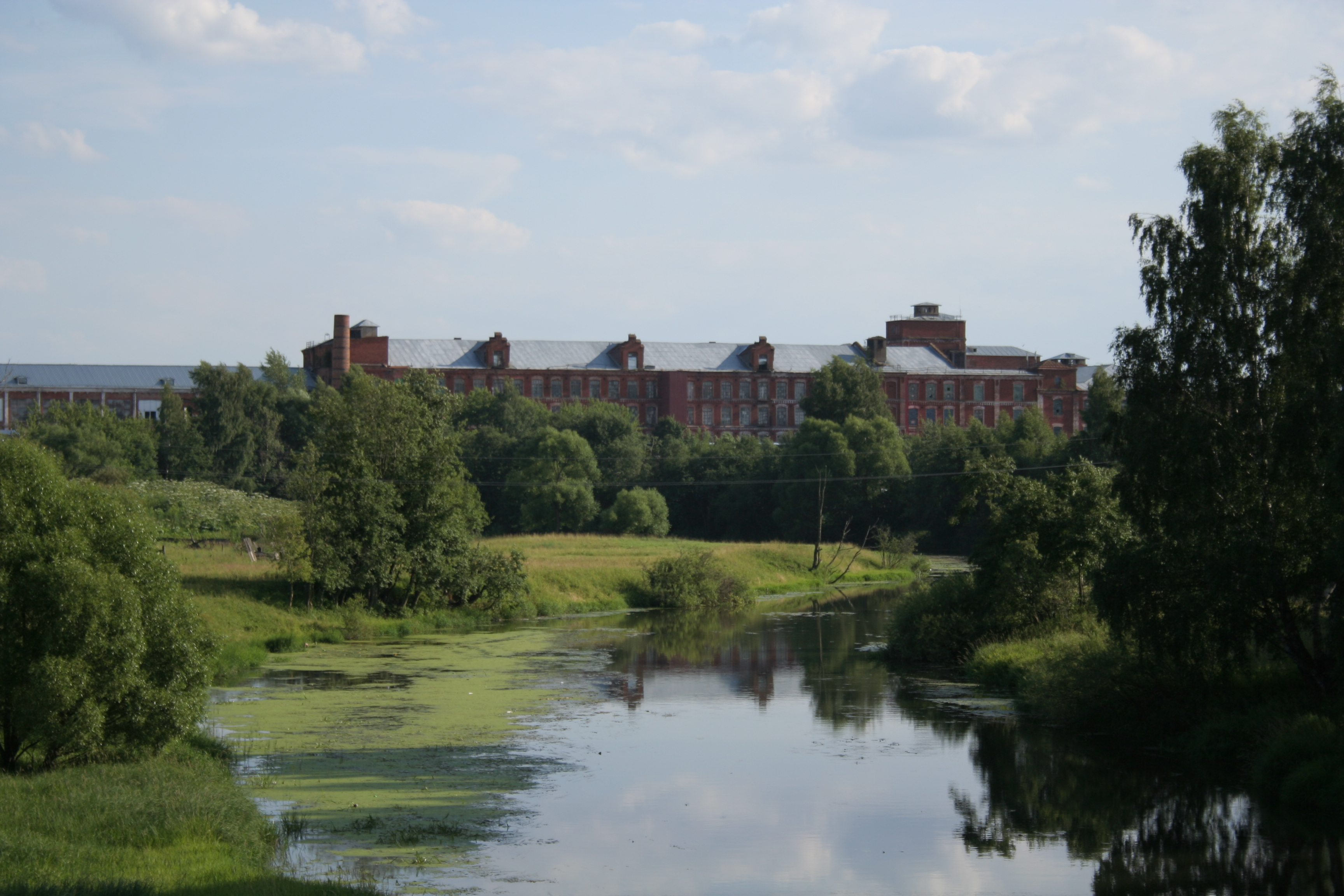
Старые фабричные здания в Красноармейске

Промышленную основу города составляют научно-производственные предприятия оборонного комплекса. Развита также лёгкая промышленность, производство строительных материалов, пищевая промышленность. Важнейшие предприятия и организации:
- ФКП НИИ «Геодезия»
- Красноармейский НИИ механизации (АО «КНИИМ»)
- Красноармейское подразделение АО «НПО „Базальт“»
- Отделение Московского института теплотехники
- ОАО «Красноармейская прядильно-ткацкая фабрика» (ликвидировано в 2014 году)
- ООО «ГеоПак»
- ООО КРЗ «ВИТОК»
- Завод сухих смесей «Димикс»
- НПО «Простор»
- Вознесенский пищевой комбинат
- ООО «Красноармейский картон»

### Транспорт
- Маршрут 21: ст. Пушкино — Красноармейск
- Маршрут 43: Красноармейск — Путилово —Фёдоровское — Барково — Михайловское
- Маршрут 317: Красноармейск — Москва (м. «ВДНХ»)

В городе расположена железнодорожная станция Красноармейск, от которой отправляются электропоезда до Москвы (7 пар в сутки).

## Образование
В городе имеются: 6 детских садов и 6 средних учебных заведений (общеобразовательные школы № 1, 2, 3, 4, гимназия № 6 и негосударственная школа-пансион НОУ «Ноп-центр»). Кроме этого, в городе действуют специальное (коррекционное) образовательное учреждение VIII вида, центр психолого-педагогической реабилитации и коррекции. До 2012 года в Красноармейске существовал филиал Московского государственного университета инженерной экологии (МГУИЭ).

## Культура
Имеется картинная галерея (с 1994 года). В городе существует музыкальная школа и школа искусств.

## СМИ
В Красноармейске издаётся с 1995 года газета «Городок»; с 2007—2008 годов — также газета «Такова жизнь». С 2012 года в Красноармейске появляется Интернет-журнал Красноармейский Крафт. Дата обращения: 23 декабря 2024. Архивировано из оригинала 27 марта 2018 года..

## Достопримечательности
К востоку от города, на территории военного полигона, расположена церковь Николая Чудотворца в Муромцеве (XIX в.). В городе действует деревянный Вознесенский храм.
На территории полигона расположен объект «Рубка № 5», с которой велось руководство показательными стрельбами реактивного артиллерийского вооружения, получившего впоследствии название «Катюша». После успешных стрельб «Катюше» была дана путёвка в жизнь.
В городе начал трудовую деятельность академик М. К. Янгель, о чём имеются мемориальные доски на бывшем ремонтно-механическом фабричном корпусе и на проходной бывшей фабрики имени Красной Армии и Флота (сокращённо «КРАФ»).
Также в городе есть музей истории и трудовой славы ФКП НИИ «Геодезия».